# 王子神
王子神（おうじがみ）は、日本の神の一つ。単に王子とも呼ばれ、その信仰を王子信仰という。

## 王子信仰
日本には古来、本宮と呼ばれる神社の主神からその子供の神として分かれ出た神格を祀ったり、巫女的な性格をもつ母神とその子神をあわせて祀る信仰があり、これを若宮（わかみや）あるいは御子神（みこがみ）と呼んでいた。のちに仏教と神道の習合が進むと、仏教の神格のひとつで、図像では仏に顧従する児童の姿で表現される「童子」が若宮と習合され、王子と呼ばれた。また、王子をまつる社（やしろ）も王子と呼ばれることがある。
このような習合が顕著だったのは熊野権現信仰においてであり、平安時代の末期に熊野十二所権現のうちの五柱である五所王子と呼ばれる神々が信仰されるようになった。そのひとつである若王子（にゃくおうじ）あるいは若一王子（にゃくいちおうじ）は少年あるいは少女の姿であらわされる神で、全国の熊野信仰において熊野権現を勧請する際に、多くの場合この神が祀られた。
また同じ時期には、祇園社の牛頭天王や日吉大社の山王権現の眷属神として、王子の姿をした八柱の神格である八王子権現があらわれ、病気を払う力をもった霊威あらたかな神として広く信仰された。

## 地名の王子
王子信仰の隆盛とともに、王子信仰の社がある場所が王子の地名で呼ばれることが増え、王子の地名が全国に広がった。
東京都北区の王子もその一つで、若王子権現の社（現王子神社）があったことからついた地名である。また同じく東京の八王子は、地名の起こりである八王子城が八王子権現の社（現在の八王子神社）が祀られた山に築城されたことに由来している。
ただし、王子の地名は「窪んだ土地」を意味する「おほち（おおち、島根県の邑智郡など）」あるいは「あふち（おうち、凹地）」に由来しているものもあるという説もある。それによれば、窪地であるから「おおち」と呼ばれた、あるいは高いところから窪んで急に落ち込んだ坂のことを「おおちの坂」と呼んだことからついた地名である。先述の王子の場合、石神井川に面した丘陵の上にあり、南の滝野川地区に向かって急な坂となっている。